# Мироч
Мироч — річка в Україні, у Радомишльському районі Житомирської області, ліва притока Тетерева. Довжина 11 кілометрів. Площа басейну 25,4 км².
Бере початок у районі села Мірча на висоті 156 метрів над рівнем моря. Максимальна глибина - 4 метри, ширина річки - 3,5 метра. Сама річка досить залежна від малих приток, що суттєво поповнюють її води. По течії знаходяться декілька водосховищ, які були створені для ведення господарства та розведення риби. Хоча довжина річки зовсім мала, вона має велике значення для розвитку господарства регіону. Впадає Мироч  у Тетерів (район села Вишевичі).